# ديمقراطية سلطوية
الديمقراطية السلطوية هي شكل من أشكال الديمقراطية يسعى إلى تمثيل المصالح المختلفة للشعب بتوجيه من النخبة الحاكمة. وقد أطلق بعض المؤيدين لهذا الفكر مصطلح «الديمقراطية العضوية» للإشارة إلى هذا الشكل من الديمقراطية، ويشار إليه أيضًا في حالات الفاشية والستالينية باسم «الديمقراطية الشمولية».
طورت البونابرتية واستخدمت مفهوم الديمقراطية السلطوية لأول مرة؛ إذ كان المفهوم البونابرتي للديموقراطية السلطوية قائمًا على مبدأ إيمانويال جوزيف سياس الذي يقول: «الثقة من الأسفل، والسلطة من الأعلى»؛ وفيه يزعم سياس وجوب أن تكون السلطة مستنيرة ومستجيبة لاحتياجات الناس ومطالبها.
رُوِّج للديمقراطية السلطوية من قبل الفاشيين الذين قدموا الفاشية كشكل من أشكال هذه الديمقراطية التي ترفض صراحةً المفهوم التقليدي للديمقراطية كما هو الحال في ديمقراطية الأغلبية التي تضمن المساواة بين المواطنين. طور المنظِّر السياسي الإيطالي الفاشي جيوفاني جنتيلي مفهوم الديمقراطية السلطوية في الفاشية واستفاد منه زعيم الفاشية الإيطالي بينيتو موسوليني. أيّد النازيون مفهوم الديمقراطية السلطوية أيضًا. قام فرانش فرانشيسكو فرانكو عبر الكتائب الإسبانية لجمعيات الهجوم الوطني النقابي –حركة شبيهة بالفاشية– في إسبانيا بترويج هذا المفهوم، لكنه أطلق عليه تسمية «الديمقراطية العضوية» التي استندت إلى استفتاءات وطنية صدرت من الحكومة الإسبانية إلى الشعب الإسباني.

## الحركة الفاشية والشبيهة بالفاشية
تؤيد الحركات الفاشية نوعًا من الديمقراطية يرشح ويدعم الشخص الأكثر تأهيلًا وليس الشخص المنتخب من قبل أغلبية السكان.
دعم موريس باريس –صاحب التأثير الكبير على السياسات الفاشية– الديمقراطية السلطوية باعتبارها الديمقراطية الحقيقية، بينما رفض الديمقراطية الليبرالية باعتبارها تلاعبًا ونفاقًا. ادعى باريس أن الديمقراطية السلطوية تحمل بين طياتها علاقة روحية بين الزعيم والشعب، وأن الحرية الحقيقية لا تنشأ من الحقوق الفردية أو القيود البرلمانية، ولكن من خلال «القيادة البطولية» و«القوة الوطنية».
روّجت الأنظمة الفاشية والشبيهة بالفاشية التي حكمت إيطاليا ورومانيا وإسبانيا في الفترة ما بين عشرينيات وسبعينيات القرن الماضي للديمقراطية السلطوية كبديل للديمقراطية الليبرالية؛ إذ فُكِّكَت حينها الديمقراطية القائمة على تعدد الأحزاب واستُبدِلت بنقابات تديرها الدولة. تصنّف النقابات الناس ضمن مجموعات تملك نفس المصالح للتواصل مع الدولة التي ستعمل لصالح الإرادة العامة للأمة، وبهذا الشكل تمارس الدولة شكلًا منظمًا من الحكم الشعبي. اعتبر الفاشيون الإيطاليون أن الديمقراطية السلطوية قادرة على تمثيل المصالح المختلفة للمجتمع، وبالتالي توجه الدولة للتصرف بطريقة تصب في صالح الأمة. على النقيض من ذلك، ندد الفاشيون بالديمقراطية الليبرالية واعتبروها ديمقراطية غير حقيقية، بل ولم يعتبروها ديمقراطية في الأساس لأن الانتخابات والبرلمانات –من المنظور الفاشي– لا يمكنها تمثيل مصالح الأمة لكونها تجمع بين أفراد يملكون القليل من القواسم المشتركة ضمن المقاطعات الجغرافية المختلفة الذين يرشحون مجموعة من الأحزاب لتمثلهم؛ وهذا لن ينتج عنه إجماعًا كافيًا فيما يخص المصالح أو المشاريع أو النوايا، واعتبر الفاشيون كذلك أن الانتخابات متعددة الأحزاب التي تدعو إليها الديمقراطية الليبرالية تعمل فقط كوسيلة لإضفاء الشرعية على حكم النخبة دون النظر إلى مصالح الإرادة العامة للأمة.
استنكر هتلر الديمقراطية الانتخابية البرلمانية والتعددية، لكنه استخدم مصطلح الديمقراطية مرارًا وتكرارًا لوصف النازية داعيًا إلى ما سمّاه «الديمقراطية الجرمانية»؛ إذ قال ذات مرة: «الاشتراكية القومية هي الإعمال الحقيقي للديمقراطية»، وله قول آخر: «نحن الألمان الجامحون أكثر ديمقراطية من الأمم الأخرى». وصف وزير الدعاية السياسية الألماني النازي يوزف غوبلز النازية بأنها «ديمقراطية سلطوية» في 31 مايو من عام 1933 خلال خطاب ألقاه أمام الصحافة. أكد المُنظِّر السياسي النازي والتر جيرهارت قدرة الديمقراطية السلطوية على ربط السلطة بإرادة الشعب التي تناهضها الديمقراطية الليبرالية التي ادعى أنها تفتقر إلى السلطة وتفرق الناس ضمن مجتمع ذري. يُعرِّف جاكوب تالمون النازية على أنها مذهب يشجع «الديمقراطية الشمولية»، بينما عرّفها وينفريد مارتيني بـ «الديمقراطية المفرطة». يدعي وينفريد مارتيني أنّ النظام النازي يتواصل مع الجماهير مباشرةً دون الضوابط والموازنات المؤسسية والاجتماعية للديمقراطية الليبرالية.